# 戟额斑螟属
戟额斑螟属（学名：Rasputinka）为螟蛾科的一个属。

## 下属物种
本属包括以下物种：
- 长带戟额斑螟 Rasputinka longifasciaria [2]